# Gefährdungsdelikt
Das Gefährdungsdelikt bezeichnet im deutschen Strafrecht einen Deliktstyp, dessen Tatbestand entweder eine Handlung beschreibt, die eine konkrete Gefahr für das geschützte Objekt auslöst oder eine Handlung beschreibt, die deshalb strafbewehrt ist, weil sie erfahrungsgemäß allgemein, eben abstrakt, gefährlich ist.
Die Beschreibung folgt der Unterscheidung von „konkreten“ und „abstrakten“ Gefährdungsdelikten. „Konkrete“ Gefährdungsdelikte gehören zur Gruppe der Erfolgsdelikte, weil das Gesetz bereits die Gefahr als einen Erfolg der Tat ansieht. „Abstrakte“ Gefährdungsdelikte stehen den bloßen Tätigkeitsdelikten nahe, da die „Gefährlichkeit“ hier legislatorischer Strafandrohungsgrund ist und nicht etwa Tatbestandsmerkmal.

## Konkrete Gefährdungsdelikte
Konkrete Gefährdungsdelikte sind nach ganz herrschender Meinung Erfolgsdelikte. Ein zum Tatbestand gehörender Erfolg muss zur Vollendung eingetreten sein. Verlangt wird aber beispielsweise nicht die Verletzung einer Person, sondern ein Gefahrenerfolg bzw. eine Erfolgsgefahr.
Ein Beispiel für ein konkretes Gefährdungsdelikt im deutschen Strafrecht ist das Delikt Gefährlicher Eingriff in den Straßenverkehr (§ 315b StGB). Als konkrete Gefahr im Sinne des gefährlichen Eingriffs in den Straßenverkehr wird dabei ein sogenannter Beinahe-Unfall angesehen.
Ein weiteres Beispiel für ein konkretes Gefährdungsdelikt ist das Herbeiführen einer Sprengstoffexplosion nach § 308 StGB. Auch hier gehört zum Tatbestand, dass der Täter „dadurch Leib oder Leben eines anderen Menschen oder fremde Sachen von bedeutendem Wert gefährdet“.
Ein drittes Beispiel ist der zweite Absatz von § 306a StGB (zweite Fallgruppe der schweren Brandstiftung). Dies erfordert nach dem Tatbestand, dass der Täter durch das Inbrandsetzen usw. „einen anderen Menschen in die Gefahr einer Gesundheitsschädigung bringt“. Hierzu muss „die Sicherheit einer bestimmten Person so stark beeinträchtigt sein, dass es nur noch vom Zufall abhängt, ob ihre Gesundheit verletzt wird oder nicht“. Dieses konkrete Gefährdungsdelikt steht damit im Gegensatz zu den Fällen des ersten Absatzes des § 306a StGB als abstraktes Gefährdungsdelikt (siehe oben).

## Abstrakte Gefährdungsdelikte
Bei abstrakten Gefährdungsdelikten stellt der Gesetzgeber Fälle unter Strafe, in denen es um Tätigkeiten geht, die ihm generell als gefährlich erscheinen.
Ein Beispiel für ein abstraktes Gefährdungsdelikt ist der erste Fall der schweren Brandstiftung gemäß § 306a Abs. 1 Nr. 1 StGB. Rechtsgut ist hier das Menschenleben und Rechtsgutsobjekt daher ein lebender Mensch. Für die Tatvollendung ist dagegen bloß das Inbrandsetzen der genannten Gebäude erforderlich (im Gegensatz zu § 306a Abs. 2 StGB, bei dem eine konkrete Gefährdung erforderlich ist).
Weitere Beispiele sind:
- Trunkenheit im Verkehr, § 316 StGB[11][12]
- Führens eines Kraftfahrzeugs unter der Wirkung eines berauschenden Mittels, § 24a Abs. 2 Satz 1 und 2 StVG[13]
- Missbrauch von Titeln, Berufsbezeichnungen und Abzeichen, § 132a StGB[14]
- Bedrohung, § 241 StGB[15]

Bei abstrakten Gefährdungsdelikten ist weiterhin zu unterscheiden, ob
- konkrete, individuelle Rechtsgüter gefährdet werden (z. B. körperliche Unversehrtheit, konkrete Menschenwürde) oder zumindest zunächst abstrakte oder nicht genau definierbare Rechtsgüter wie Sittlichkeit, öffentliche Moral oder die Menschenwürde im abstrakten Sinne. Den Bezug zu realen Menschen z. B. der Menschenwürde hat das Bundesverfassungsgericht mit der Sphärentheorie oder der Objektformel geschaffen, stellt sie doch den zentralen Wert des Rechtssystems dar, siehe Art. 1 I GG.

- eine Gefährdung bewiesen ist (wie die verringerte/fehlende Fahrtüchtigkeit durch Trunkenheit) oder lediglich vermutet oder durch umstrittene Indizien gestützt wird (z. B. Medien mit fiktionalen oder virtuellen Gewaltdarstellungen, bei denen ein stimulierender oder begünstigender Effekt für entsprechende Realhandlungen vermutet wird).

- die Gefährdung ein nennenswertes Ausmaß erreicht oder nur in absoluten Einzelfällen zur Verletzung eines Rechtsguts führt.

Beispiele für abstrakte Gefährdungsdelikte ohne konkreten individuellen Rechtsgutsbezug sind etwa Delikte der sittlichen Jugendgefährdung durch Medien.

### Eignungsdelikte
Als Untergruppe der abstrakten Gefährdungsdelikte werden nach herrschender Meinung auch die sogenannten Eignungsdelikte (auch: abstrakt-konkrete Gefährdungsdelikte oder potenzielle Gefährdungsdelikte) angesehen. Deren Prüfung „läßt die abstrakt gefährliche Handlung für sich genommen zur Erfüllung des Tatbestands nicht genügen, sondern verlangt ergänzend, daß diese zur Gefährdung […] [der] Schutzgüter […] geeignet sein muß. Danach ist zwar die Feststellung des Eintritts einer konkreten Gefahr nicht erforderlich. Vom Tatrichter verlangt wird aber die Prüfung, ob die jeweilige Handlung […] bei genereller Betrachtung gefahrengeeignet ist“.
Ein solches Eignungsdelikt ist seit dem 10. März 2017 der Grundtatbestand der Nachstellung (genannt Stalking) gemäß § 238 Abs. 1 StGB. Weitere Eignungsdelikte stellen die Absätze 1 und 3 des § 130 StGB (Volksverhetzung) dar. Zudem wird auch noch das Freisetzen ionisierender Strahlen nach § 311 StGB als Eignungsdelikt eingeordnet. Außerdem wird auch die Störung des öffentlichen Friedens durch Androhung von Straftaten gemäß § 126 in diese Gruppe eingeordnet.